# بوکووسکا
بوکووسکا (به صربی: Bukovska) یک روستا در صربستان است که در کوچوو واقع شده‌است. بوکووسکا ۵۰۳ نفر جمعیت دارد.